# Марданов, Мисир Джумаил оглы
Мисир Джумаил оглы Марданов (азерб. Misir Cumayıl oğlu Mərdanov; род. 3 октября 1946, Геярчин, Иджеванский район) — азербайджанский государственный деятель, учёный, министр образования Азербайджана (1998—2013), директор Института математики и механики НАНА, доктор физико-математических наук, профессор. Член-корреспондент НАНА (2017). Заслуженный деятель науки Азербайджана (2000). Заслуженный деятель науки Республики Дагестан (2011).

## Биография
Мисир Марданов родился 3 октября 1946 года в селе Геярчин Иджеванского района. В 1964 году окончил среднюю школу и в том же году поступил в Азербайджанский государственный университет. В 1969 году окончил механико-математический факультет университета с дипломом отличия.
С 1970 по 1972 г. М. Марданов продолжал обучение и научные исследования на очном отделении аспирантуры АГУ.
В 1973 году на диссертационном совете механико-математического факультета АГУ защитил кандидатскую диссертацию на тему: «Некоторые вопросы теории оптимального управления в системах интегро-дифференциальных уравнений».
28 сентября 1973 г. решением Высшей аттестационной комиссии при Совете Министров СССР (ВАК) присвоена учёная степень кандидата физико-математических наук.
25 ноября 1981 г. решением ВАК СССР присвоено учёное звание доцента.
В 1989 году на диссертационном совете Института математики Академии наук Украинской ССР защитил докторскую диссертацию на тему: «Исследование оптимальных процессов с запаздыванием при наличии ограничений».
3 ноября 1989 года решением ВАК СССР присвоена учёная степень доктора физико-математических наук.
С 1971 по 1989 года работал в должности преподавателя, затем старшего преподавателя и доцента Азербайджанского государственного университета.
С 1985—1986 г. был в должности ответственного секретаря приёмной комиссии АГУ.
С 1978—1989 г. работал в должности заместителя декана механико-математическом факультета.
С 1996 по 1998 г. являлся председателем совета защиты докторских диссертаций при Бакинском государственном университете.
1989—1990 — работал начальником Управления высшего образования Министерства образования Азербайджанской Республики
1991—1992 — заместитель министра образования Азербайджанской Республики.
С 1992—1996 — проректор БГУ по учебной части.
С 1997—1998 — ректор Бакинского государственного университета
С 1998—2013 — Министр образования Азербайджанской Республики,
с 28 января 2000 года действительный член Российской академии социальных и педагогических наук
с 27 апреля 2005 года — иностранный член Российской академии образования
с апреля 2013 года — директор Института математики и механики НАНА.
с 2011—2014 — президент Математического общества тюркского мира.
с 2014 года — почётный президент Математического общества тюркского мира.
с 1996 года — вице-президент Азербайджанского математического общества
с 28 октября 2014 года академик Международной академии наук по педагогическому образованию (Москва)
до 2013 года — главный редактор научно-методических журналов «Куррикулум», «Общество и высшее образование», а также журналов «Электронное образование», «Образование», «Новости образования».
Заместитель редактора выпуска журнала «Известия Национальной академии наук Азербайджана» серии физико-технических и математических наук.
Член редакционной коллегии журнала «Azerbaijan journal of mathematics».
Главный редактор журнала «Труды института математики и механики НАНА».
Является членом международной редакционной коллегии журнала «Чебышевский сборник».
Член диссертационного совета Института математики и механики D 01.111
Председатель Научного совета института математики и механики.
Со 2 марта 2015 года председатель Диссертационного совета D.01.111 института математики и механики.
Подготовил 4-х докторов философии по математике и являлся консультантом одного доктора наук.
Согласно решению Президиума НАНА в связи с избранием член — корреспондентов от Института математики и механики НАНА была выдвинута кандидатура профессора Мисира Марданова. 2 мая 2017 года на общем собрании Академии профессор Мисир Марданов был избран член — корреспондентом НАН Азербайджана по специальности математика.
Женат, имеет троих детей.

## Основные научные достижения
Разработан единый метод для доказательства принципа Понтрягина, а также необходимых и достаточных условий второго порядка для широкого класса задач оптимального управления с различными ограничениями. Предложенный метод позволил преодолеть некоторые принципиальные затруднения, возникающие при применении известных методов. К ним относится наличие запаздываний в управлениях, которые априори не предполагаются соизмеримыми, отсутствие априорного предположения о нормальности исследуемой экстремали, наличие фазовых ограничений, недифференцируемая зависимость правых частей уравнений от времени, момент окончания которого, как правило, не предполагается фиксированным. Получены новые необходимые условия оптимальности второго порядка для особых управлений в системах с запаздываниями. Для широкого класса задач оптимального управления в дискретных системах получены новые, более сильные необходимые условия первого и второго порядка.

## Педагогическая деятельность
В 2016—2017 учебном году читает лекции магистрантам Института математики и механики НАНА по предмету «Методология и история математики».
В 2015—2016 учебном году прошел специальный курс магистрантам механико-математического факультета Бакинского Государственного Университета по предмету «Математические методы оптимального управления».
С 1973—1998 год читал лекции на механико-математическом факультете БГУ по аналитической геометрии, дифференциальной геометрии, математическим методам оптимального управления. В то же время проводил лекции и семинар на курсах профессиональной подготовки связанных с оптимальным управлением, был руководителем дипломных работ студентов.
Мисир Марданов является автором нижеследующих учебников общеобразовательных школ:
1. «Математика» для 6-х классов
2. «Геометрия» для 7,8,9,10,11-х классов
3. «Алгебра» для 7,8,9-х классов
4. «Алгебра и Начала Анализа» для 10,11-х классов.

## Политическая деятельность
До 2013 года член правления партии «Новый Азербайджан», в настоящее время член Политического Совета партии «Новый Азербайджан».
Председатель наблюдательного совета Общины Западного Азербайджана.

## Награды
- Орден «Слава» (3 октября 2006 года) — за заслуги в развитии образования в Азербайджане[6][7].
- Орден «За службу Отечеству» I степени (2 октября 2021 года) — за многолетнюю плодотворную деятельность в общественно-политической жизни Азербайджанской Республики и научно-педагогической сфере[8].
- Заслуженный деятель науки Азербайджана (11 февраля 2000 года) — за достижения в области науки и образования[9].
- Заслуженный деятель науки Республики Дагестан (29 сентября 2011 года, Республика Дагестан, Россия) — за большой вклад в развитие научного сотрудничества между Республикой Дагестан и Азербайджанской Республикой[10].
- Премия медиа Золотое перо (2001 год).

## Труды

### Книги касающиеся образования
1. Мисир Дж. Марданов «Бакинский Государственный Университет 1919—1994» издательство БГУ, 1994, (130 стр., на Азербайджанском, Русском и Английском языке).
2. Mисир Дж. Марданов «Государственные символы Азербайджанской Республики» Чашыоглу, Баку, 2001 (совместно с Аскером Гулиевым 270 стр).
3. Мисир Дж. Марданов «Гейдар Алиев и Бакинский Государственный Университет». Баку, издательство İkinci, 1998, (совместно с Али Ахмедовым, 185 стр.).
4. Мисир Дж. Марданов «На дорогах реформ образования Азербайджана: достижения, проблемы, обязанности …» Баку 2001, 40 стр.
5. Мисир Дж. Марданов «Государственные символы Азербайджанской Республики» Чашыоглу, Баку, 2001 изд. Чашыоглу (совместно с Аскером Гулиевым 272 стр).
6. Мисир Дж. Марданов «Азербайджанское Образование в годы Реформ» изд. Təhsil, 2001 (совместно с Искендером Искендеровым, Рагимом Агамалыевым и Айдыном Ахмедовым, 143 стр).
7. Мисир Дж. Марданов «Управление в контексте системы образования США» Баку, 2001, из-во Təhsil, (совместно с Рагимом Агамалыевым и Ильхамом Мустафаевым).
8. Мисир Дж. Марданов «Образование- будущее нации» изд-во Təhsil, 2002, (совместно с Аскером Гулиевым, 574 стр).
9. Мисир Дж. Марданов «Азербайджанское Образование в годы Народной Республики» (1918—1920), 2003, из-во Чашыоглу, 240 стр.
10. Мисир Дж. Марданов «Мониторинг и оценивание в системе образования» 2003, из-во Чашыоглу, (совместно с Рагимом Агамалыевым,Абдуллой Мехрабовым и Тельманом Гардашовым, 410 стр.).
11. Мисир Дж. Марданов «Азербайджанское образование в годы независимости» Баку 2003, из-во Чашыоглу, (совместно с Алмаз Мамедовой и Махиром Мамедовым, 368 стр).
12. Мисир Дж. Марданов «Система образования Азербайджана: Реальное Состояние, Проблемы и Направления Реформ» из-во Təhsil, 2005, (96 стр).
13. Мисир Дж. Марданов «Азербайджанское образование: Вчера, Сегодня, Завтра» изд-во Təhsil, Баку, 2006, (297 стр.).
14. Мисир Дж. Марданов «Устойчивое развитие и Образование» изд-во Чашыоглу, Баку, 2007, (99 стр.).
15. Мисир Дж. Марданов «Президент Ильхам Алиев и развитие образования в Азербайджане 2003—2008» İmsak, 2008, (692 стр.).
16. Мисир Дж. Марданов «Азербайджанское образование на пути развития 2003—2008» изд-во Təhsil, 2008, (63 стр.)
17. Мисир Дж. Марданов «Азербайджанское образование на новом этапе развития» из-во Чашыоглу, Bakı, 2009, (526 стр.).
18. Мисир Дж. Марданов «Государственные символы Азербайджанской Республики» Баку, изд-во Чашыоглу, 2010, (совместно с Аскером Гулиевым, III издание, 287 стр.).
19. Мисир Дж. Марданов «Азербайджанское образование: успешные результаты реформ 2009—2010 годы, Şərq-Qərb, 2010, (243стр.)»
20. Мисир Дж. Марданов «Министры Образования Азербайджана» Баку, изд-во Şərq-Qərb, 2010, (240 стр.).
21. Мисир Дж. Марданов «История Образования в Азербайджане I том» изд-во Təhsil, 2011, (295 стр.).
22. Мисир Дж. Марданов «История Образования в Азербайджане I I том» изд-во Təhsil, 2011, (702 стр.).
23. Мисир Дж. Марданов «История Образования в Азербайджане III том» изд-во Təhsil 2011, (672 стр.).
24. Мисир Дж. Марданов «История Образования в Азербайджане IV том» изд-во Təhsil 2012, (910 стр.).
25. Мисир Дж. Марданов «Пярвин, 11 разговоров с Мисиром Мардановым» Баку, 2012, изд-во Şərq-Qərb, (190 стр.).
26. Мисира Марданов, Адалят Тахирзаде «Азербайджанцы, учившиеся в высших учебных заведениях до 1920 года»,Баку, 2018, изд-во «Образование», (480 стр.).

### Книги написанные под руководством Мисира Марданова
1. Мисир Дж. Марданов «Политика Азербайджана в области образования, (1998—2004)» I книга, изд-во Çaşıoglu, Бакуı-2005, (832 стр.).
2. Мисир Дж. Марданов «Политика Азербайджана в области образования, (1998—2005)» II книга, изд-во Çaşıoglu, Баку-2005 (284 стр).
3. Мисир Дж. Марданов «Стенографический отчёт XI съезда Педагогов Азербайджана» изд-во Çaşıoğlu, Баку, 1999, (293 стр.).
4. Мисир Дж. Марданов «XII съезд педагогов Азербайджана» Çaşıoglu, Баку, 2003, (326 стр.)
5. Мисир Дж. Марданов «I I—XII съезды педагогов Азербайджана» изд-во Çaşıoglu, Баку, 2008, (783 стр.).
6. Мисир Дж. Марданов «Первые 50 лучших Школ 100 лучших Педагогов» изд-во Təhsil, 2009, (286 стр.).
7. Мисир Дж. Марданов «Выпускники Бакинского Государственного Университета 1969 года — „40 лет“ Механико-математический факультет» Баку, изд-во Şərq-Qərb, 2009, (183 стр,).
8. Мисир Дж. Марданов «XIIIсъезд Азербайджанских педагогов» Баку, изд-во Çaşıoğlu, 2009, (303 стр.).
9. Мисир Дж. Марданов «Лучший учитель лучшая школа-2009» Баку 2009, изд-во Şərq-Qərb, 2011, (564 стр.).
10. Мисир Дж. Марданов «Отчёт 2010», издательство «Шярг Гярб», 2011, (480 стр.)
11. Мисир Дж. Марданов «Научная Элита Азербайджана, Доктора Наук» Баку, 2011, изд-во Şərq-Qərb, (320 стр.).
12. Мисир Дж. Марданов «Сборник установленных нормативно-правовых документов в сфере Законодательства Образования I» Баку, 2012, изд-во Sərq-Qərb, (656 стр.).
13. Мисир Дж. Марданов «Сборник установленных нормативно-правовых документов в сфере Законодательства Образования II» Баку, 2012, изд-во Şərq-Qərb, (400 стр.).
14. 50 брошюр из серии математическая библиотека школьника (Неравенства, Метод математической индукции, Натуральные и целые числа, Теория множеств, Одномерные многочлены, Многомерные многочлены, Действительные и рациональные числа, Комбинаторика, Производные и неравенства, Однородные симметрические многочлены, уравнения Диофанта, Функции, Функциональные уравнения, Конечные суммы и последовательности, Действия преобразования, Система линейных неравенств, Логика в работах Насреддина Туси, О наследие алгебры и арифметики в работах Насреддина Туси, О наследие геометрии Туси, Множества на действительной оси, числа Фибоначчи, Регулярные множества, Теория вероятностей и комбинаторика, Непрерывные функции, Лимит функций, Производная и дифференциал, Интеграл и приложения, Инверсия и приложения, Геометрические построения, Треугольник Паскаля, Комплексные числа, Что такое теория вероятностей?, Что такое математическая статистика?, Функции и графики, О лимите последовательностей, Ряды, Уравнения, зависящие от параметра, Некоторые теоремы геометрии, Линейные образы, История зарождения чисел, Кривые и фигуры второго порядка, Что такое сферическая тригонометрия?, Основы тригонометрии, Тонкости геометрии, Окружность и треугольник, Метод областей, Что такое геометрия Лобачевского?, Площадь многоугольников, Метод координат, О зарождении некоторых математических терминов)